# 馬格奇河
12°16′10″N 37°23′50″E / 12.26944°N 37.39722°E

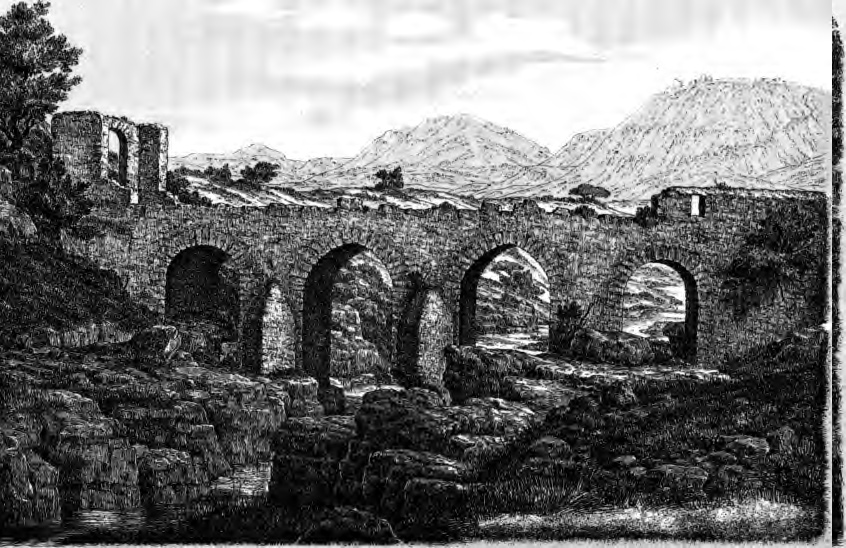

馬格奇河是埃塞俄比亞的河流，位於該國北部，處於阿姆哈拉州，最終注入塔納湖，河道全長75公里，流域面積850平方公里，是貢德爾的食水來源。